# Revelación de información clasificada por parte de Donald Trump

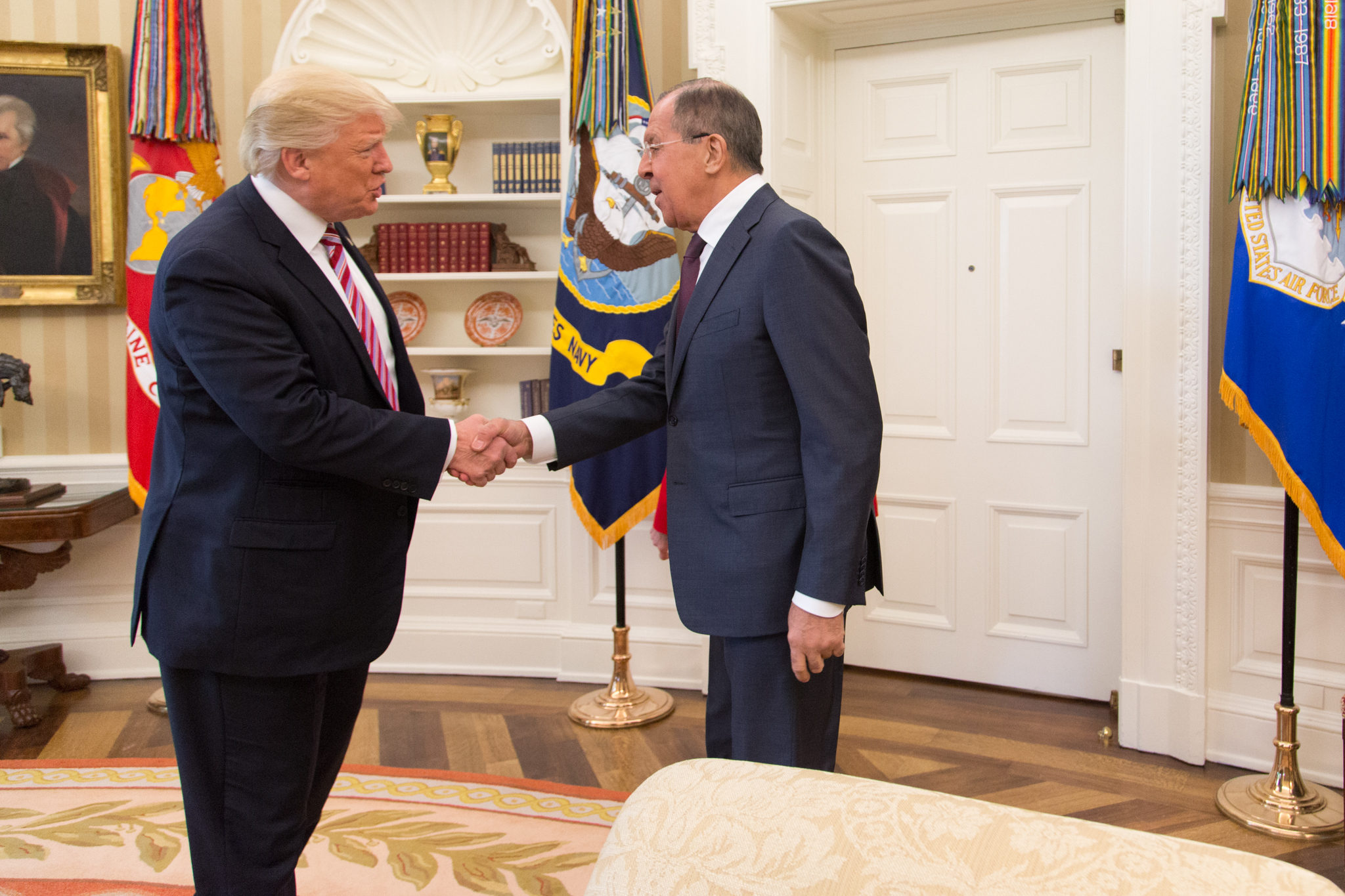
El presidente de los Estados Unidos Donald Trump se reúne con el Ministro de Asuntos Exteriores de Rusia Serguéi Lavrov el 10 de mayo de 2017. Un fotógrafo de la agencia de noticias rusa TASS estuvo presente, más ningún otro periodista.

La revelación de información clasificada por parte de Donald Trump se refiere a la discusión del presidente de los Estados Unidos Donald Trump de información altamente clasificada durante una reunión en el Despacho Oval del 10 de mayo de 2017 con el Ministro de Asuntos Exteriores de Rusia, Serguéi Lavrov y el embajador de Rusia en los Estados Unidos Serguéi Kisliak, proporcionando detalles que expusieron la fuente de la información y la forma en que fue recolectada, de acuerdo con funcionarios actuales y exfuncionarios del gobierno. La divulgación fue descrita como «impactante» y «horrorizante» por algunos comentaristas y funcionarios. Después de que personal de la Casa Blanca negara inicialmente el informe, al día siguiente, Trump defendió la revelación, afirmando que tiene el «derecho absoluto» de dar información clasificada a cualquier país que elija.
Durante la misma reunión, Trump habló a los funcionarios rusos sobre el despido de James Comey, director del FBI: «Acabo de despedir al jefe del FBI. Estaba loco ... Me enfrenté a una gran presión debido a Rusia. Eso se ha quitado».
Se informó que Israel era la fuente de la inteligencia. Israel no confirmó ni negó el informe, pero emitió una declaración en la que expresó su plena confianza en las relaciones de intercambio de inteligencia con Estados Unidos. Sin embargo, varios funcionarios de inteligencia israelí confirmaron en privado que la revelación de Trump de inteligencia a Rusia «confirmó sus peores temores» sobre Trump (las autoridades israelíes habían sido previamente advertidas sobre los peligros de compartir información de inteligencia con Trump), que la divulgación pone en peligro el acuerdo de inteligencia «único» de Israel con Estados Unidos y que funcionarios israelíes estaban «hirviendo de enojo».
Según actuales y antiguos funcionarios estadounidenses entrevistados por ABC News, la divulgación de Trump puso en peligro la vida de un espía colocado por Israel en el territorio del Estado Islámico en Siria. La información clasificada compartida por Trump provenía de una fuente descrita como la más valiosa de cualquier fuente corriente o de cualquier trazado externo actual, según The Wall Street Journal.
Funcionarios de inteligencia estadounidenses habían advertido a Israel que no compartira información confidencial con el presidente Trump, por temor a que se pudiera filtrar a Rusia, y luego de Rusia a Irán.

## Revelaciones e informes
Según las fuentes de The Washington Post, la inteligencia era acerca de un complot por parte de Estado Islámico para sigilosamente usar computadoras portátiles como armas que luego explotaran en países occidentales. Un aliado de Oriente Medio proporcionó la inteligencia, que estaba clasificada en palabras clave, lo que significa que su distribución estaba restringida a aquellos que estaban explícitamente autorizados a leerlo, y no tenía la intención de ser compartida más allá de los Estados Unidos y ciertos aliados. El incidente primero fue divulgado por el Post el 15 de mayo y más adelante por The New York Times, BuzzFeed, y Reuters. Los funcionarios que hablaron a BuzzFeed dijeron que «es mucho peor que lo que se ha divulgado ya».
Inmediatamente después de la divulgación, que uno de los funcionarios calificó de «espontánea», «altos funcionarios de la Casa Blanca parecieron reconocer rápidamente que Trump se había traspasado y se movieron a contener las consecuencias potenciales». Inmediatamente después de la reunión, Thomas P. Bossert, Consejero de Seguridad Nacional del presidente, telefoneó a los directores de la CIA y la NSA para informarles de lo ocurrido.
Después de que su equipo de la Casa Blanca negó inicialmente la veracidad del informe durante la noche del 15 de mayo, Trump pareció confirmar durante la madrugada del 16 de mayo las acusaciones de que compartió inteligencia secreta, diciendo que Rusia era un importante aliado de los Estados Unidos, incluyendo terrorismo. El movimiento fue visto como un pivote lejos de los aliados estadounidenses tradicionales, y hacia relaciones más cercanas con Rusia. El movimiento planteó preguntas sobre si los Estados Unidos permanecería en Five Eyes (una alianza de inteligencia compuesta por Australia, Canadá, Nueva Zelanda, el Reino Unido y los Estados Unidos) y su relevancia para la investigación del FBI referente a las acusaciones de interferencia rusa en las elecciones presidenciales de Estados Unidos de 2016.
El día después de la divulgación, The New York Times informó que el aliado estadounidense y fuente de inteligencia era Israel. Como consecuencia, las revelaciones de Trump a los enviados rusos podrían dañar las relaciones entre Estados Unidos e Israel y poner en peligro su seguridad si Rusia pasa la inteligencia a su aliado, y la principal amenaza de Israel en el Oriente Medio, Irán. La inteligencia era tan sensible que ni siquiera sería compartida entre los principales aliados estadounidenses.
Varios comentaristas afirmaron que al revelar información altamente clasificada a Rusia, Trump puso en peligro las fuentes de inteligencia estadounidenses y aliadas, rompió la relación de confianza con los socios extranjeros de Estados Unidos, amenazó la seguridad nacional a largo plazo del país y violó su juramento de oficio por «negligencia grave». Todas estas acciones fueron consideradas posibles bases legales para los esfuerzos por destituir a Trump. Ayudantes defendieron privadamente al presidente, afirmando que no tenía suficiente comprensión de lo que su trabajo implica a propósito de la información de fugas.
De acuerdo con el comentarista conservador Erick Erickson, varias fuentes afirmaron que las filtraciones eran mucho peores que lo informado, y que la fuente es un fuerte partidario del presidente Trump, que creía que era necesario revelar públicamente la historia debido a la incapacidad de Trump de aceptar críticas.
La reacción interna y externa fue abrumadoramente negativa, con funcionarios israelíes declarando que son los «peores temores confirmados» de Israel sobre Donald Trump. Los funcionarios también declararon que oficiales de la inteligencia israelí estaban «hirviendo de enojo y exigiendo respuestas» en su actual acuerdo de intercambio de inteligencia con los Estados Unidos.
Un alto funcionario de la inteligencia europea declaró que el intercambio de información con Estados Unidos cesaría si el país confirma que Trump compartió información confidencial con Rusia, porque compartir información con los estadounidenses mientras que Trump es presidente podría poner sus fuentes en riesgo.

## Respuesta de la Casa Blanca
En una breve sesión de información, el Consejero de Seguridad Nacional H. R. McMaster negó firmemente el informe de The Washington Post. Dijo: «En ningún momento, en ningún momento, se discutieron las fuentes o métodos de inteligencia". Y el presidente no reveló ninguna operación militar que no fuera conocida públicamente. Otros dos altos funcionarios presentes, incluido el Secretario de Estado, recuerdan la reunión de la misma manera y lo han dicho. Y sus cuentas registradas deben superar a las de fuentes anónimas». Concluyó diciendo: «Yo estaba en la habitación, no ocurrió». McMaster dijo que «era totalmente apropiado compartir» la información debido a una trama similar de Estado Islámico dos años antes.
El Secretario de Estado Rex Tillerson declaró que «los esfuerzos comunes y las amenazas contra la lucha contra el terrorismo» fueron discutidos en la reunión con Lavrov, pero no «fuentes, métodos u operaciones militares». La Consejera de Seguridad Nacional Adjunta para Estrategia Dina Powell rechazó rotundamente el artículo del Post, diciendo: «Esta historia es falsa. El presidente sólo discutió las amenazas comunes que enfrentaban los dos países».

## Reacciones

### Congreso de los Estados Unidos

#### Cámara de Representantes
El presidente de la Cámara, el republicano Paul Ryan, dijo a través de un portavoz que «espera una explicación completa de los hechos de la administración».

#### Senado
El senador Bob Corker, presidente de la Comisión de Relaciones Exteriores del Senado, dijo que las acusaciones eran «muy, muy preocupantes» de ser ciertas. El senador John McCain calificó el informe de «profundamente inquietante» y dijo que «los informes de que esta información fue proporcionada por un aliado estadounidense y compartida sin su conocimiento envía una señal preocupante a los aliados y socios de los Estados Unidos alrededor del mundo y puede perjudicar su disposición a compartir inteligencia con nosotros en el futuro». McCain declaró: «Lamentablemente, el tiempo que el presidente Trump pasó compartiendo información sensible con los rusos fue tiempo que no pasó centrándose en el comportamiento agresivo de Rusia, incluyendo su interferencia en las elecciones estadounidenses y europeas, su invasión ilegal de Ucrania y la anexión de Crimea, sus otras actividades desestabilizadoras en toda Europa y la matanza de civiles inocentes y el bombardeo de hospitales en Siria».
El líder demócrata del Senado Chuck Schumer declaró: «El presidente le debe a la comunidad de inteligencia, al pueblo estadounidense y al Congreso una explicación completa» y el senador Dick Durbin, el whip demócrata del Senado, dijo que la conducta de Trump era «peligrosa». El senador Jack Reed, miembro demócrata de la Comisión de las Fuerzas Armadas del Senado de los Estados Unidos, declaró que «la imprudencia del presidente Trump con información delicada es profundamente preocupante y claramente problemática». El Comité Nacional Demócrata emitió una declaración en la que decía: «Si no era presidente, su peligrosa revelación a Rusia podía acabar con él esposado».

### Internacionales

#### Alemania
Burkhard Lischka, miembro de la Comisión de Supervisión de Inteligencia del Bundestag alemán, dijo que si Trump «pasa esta información a otros gobiernos a voluntad, entonces Trump se convierte en un riesgo de seguridad para todo el mundo occidental».

#### Rusia
El Ministerio de Asuntos Exteriores de Rusia instruyó a sus seguidores a evitar la lectura de periódicos estadounidenses, afirmando que era «peligroso» hacerlo. El 17 de mayo de 2017, el presidente de Rusia Vladímir Putin se ofreció a proporcionar el registro de la reunión en el Despacho Oval al Congreso de los Estados Unidos.

#### Israel
Los miembros políticos en Israel manifestaron su fuerte descontento y preocupación por la revelación.

## Análisis académico
Varios profesores de derecho, ciencias políticas y relaciones internacionales, así como expertos en inteligencia, estaban alarmados por la revelación de Trump.
Amy Zegart, experta en inteligencia de la Universidad de Stanford, señaló que Trump reveló inteligencia de código, que es la capa más alta de clasificación, incluso más alta que la clasificación «secreta». Tal información, si se revelara, podría razonablemente suponer que causaría un «daño excepcionalmente grave» a la seguridad nacional de los Estados Unidos. Ella escribió, «¿Qué tan malo es el daño? En una escala de 1 a 10—y solo estoy estimando aquí—es alrededor de un billón».
El experto en contraterrorismo, Daniel Byman, de la Universidad de Georgetown, dijo que revelaciones como las de Trump podrían poner en peligro las relaciones de intercambio de inteligencia, que «quizás más que cualquier otro instrumento de política ... desempeñan un papel vital en el terrorismo contra grupos terroristas globales como Estado Islámico y Al Qaeda». Los efectos podrían ser «desastrosos».
El profesor Jack Goldsmith y otros colaboradores del blog Lawfare argumentaron que la filtración de información confidencial de Trump podría ser una violación del juramento presidencial: «Por lo tanto, no hay razón por la cual el Congreso no podría considerar una violación grotesca del juramento presidencial como una base independiente para un proceso de destitución—un crimen y delito en sí mismo. Esto es particularmente plausible en un caso como este, donde la violación del juramento implica dar información sensible a una potencia extranjera adversaria. Eso se acerca relativamente al lenguaje de la «traición» en las cláusulas de destitución; es bastante fácil imaginar un artículo de acusación híbrida que alegue una violación del juramento en el servicio de una potencia extranjera hostil, así que jurídicamente hablando, el asunto podría ser muy grave para Trump, aunque no haya exposición criminal». Mientras Goldsmith argumentó que Trump «no violó ninguna ley penal relativa a la divulgación de información clasificada» debido a la amplia autoridad del presidente para desclasificar información, otro profesor de derecho, el profesor Stephen Vladeck, escribió que el «poder constitucional del presidente sobre la información de seguridad nacional» no está libre y que las revelaciones de Trump «pueden haber sido ilegales en virtud de la ley federal».
Alan Dershowitz, profesor emérito de Harvard Law, calificó el incidente como «la acusación más grave que se haya hecho contra un presidente en ejercicio» y dijo que era «devastador», con «implicaciones políticas, diplomáticas e internacionales muy serias».